# باربارا آسكينز
باربارة آسكينز (مواليد 1939) هي عالمة كيمياء. اشتهرت باختراع وسيلة لتحسين الصور السلبية غير المتعرضة للضور جيداً في التصوير الفوتوغرافي. استخدم هذا الاختراع على نطاق واسع من قبل ناسا وفي الصناعات الطبية. وقد حصلت باربارة على لقب المخترع الوطني لعام 1978.

## حياتها، تعليمها وعملها المبكر
ولدت باربارة آسكنز في بيلفاست (تينيسي) عام 1939. في الأصل، كانت معلمة، وقد عادت للدراسة بعد أن أصبح لديها ابن وابنة. حصلت باربارة على بكالوريوس في العلوم وماجستير في العلوم من جامعة ألاباما في هنتسفيل.

## عملها في الأبحاث
كانت أسكينز مختصة بالكيمياء الفيزيائية وعملت في مركز مارشال لبعثات الفضاء التابع لناسا، وقد اشتهرت لاختراعها الرائد في التصوير، وهوعملية يتم فيها تكثيف المادة المستحلبة على الصور السلبية بواسطة أشعة وتعريض مستحلب ثانٍ لهذا الإشعاع.
تعرف الطباعة الناتجة بصورة الإشعاع الذاتي، وتعيد إنتاج صورة ذات زياة كبيرة في الكثافة والتباين. هذه الطريقة الرائدة حسّنت من تعرّض المادة المستحلبة وزادت من حدود
كشف التصوير الفوتوغرافي. باختصار، هذا الاختراع جعل غير المرئي مرئي في الصور وإلا لكانت الصور عديمة الفائدة. كان هذا الأمر مفيداً للعديد من التطبيقات بما فيها ضبط البيانات الواردة من صور الفضاء والصور التي تسلط الضور على جيولوجيا الكواكب والأجسام الأخرى في نظامنا الشمسي.
أدى اختراع آسكينز إلى تطور كبير في مجال التكنولوجيا الطبية. تحديداً، في تطوير صور الأشعة السينية. أصبحت صور الأشعة الطبية التي كان التعرّض فيها خافت بنسبة 96% أصبحت فجأة مقروءة أفضل، وهذا يعني أنه أصبح الأطباء يقللون من كمية إشعاع أشعة إكس التي يتلقاها المرضى عندما يجرون الفحوصات الروتينية أو في حالات الطوارئ. استخدمت هذه العملية أيضاً في استعادة الصور القديمة.
سجلت آسكينز اختراعها عام 1978 (براءة الاختراع الأمريكية رقم 4101780) ثم استخدمته ناسا على نطاق واسع في أعمال البحث والتطوير.

## الجوائز والعضويات المهنية
عام 1978، سمتها جمعية تطوير الاختراعات والابتكارات «المخترع الوطني لهذا العام». وهي السيدة الوحيدة التي حازت على هذا اللقب.
باربارة آسكينز هي عضو في الجمعية الكيميائية الأمريكية وجميعة سيجما كاي للأبحاث والجمعية الأمريكية لتقدم العلوم وجمعية مستقبل العالم.